# Microterys didesmococci
Microterys didesmococci is een vliesvleugelig insect uit de familie Encyrtidae. De wetenschappelijke naam is voor het eerst geldig gepubliceerd in 1992 door Shi, Si & Wang.